# Craniophora prodigiosa
Craniophora prodigiosa là một loài bướm đêm trong họ Noctuidae.